# Panthera pardus pernigra
El leopardo de Nepal (Panthera pardus pernigra) es una subespecie de leopardo de validez discutida que habita las montañas del Nepal y Cachemira. Fue una de las primeras variedades de leopardo clasificadas. Se desconoce el número de animales que viven en estado salvaje, pues habita zonas de difícil acceso en áreas de montaña, llegando incluso a presentarse en altitudes cercanas a los 2000 metros; en cualquier caso se considera que está seriamente amenazado. En ocasiones llega a compartir hábitat con el leopardo de las nieves (Uncia uncia).
Tiene un tamaño inferior al de su pariente africano y un pelaje más denso y claro. Se alimenta de pequeños mamíferos y roedores, y en ocasiones pudiera hacerlo de aves. Animal solitario como el resto de subespecies, sólo mantienen contacto con otros ejemplares en el periodo de reproducción. Tras una gestación en torno a los cien días nacen los cachorros, que son cuidados por la hembra hasta aproximadamente los dos años de edad.

## Debate sobre su clasificación
En la actualidad diferentes tesis científicas consideran que tanto este animal como el leopardo de Cachemira (Panthera pardus millardi) son formas del leopardo indio (Panthera pardus fusca), en lugar de, como tradicionalmente fueron consideradas, del leopardo persa (Panthera pardus saxicolor); tal es el caso de Wilson & Reeder.